# Geranium richardsonii
Geranium richardsonii là một loài thực vật có hoa trong họ Mỏ hạc. Loài này được Fisch. & Trautv. mô tả khoa học đầu tiên năm 1838.

## Hình ảnh

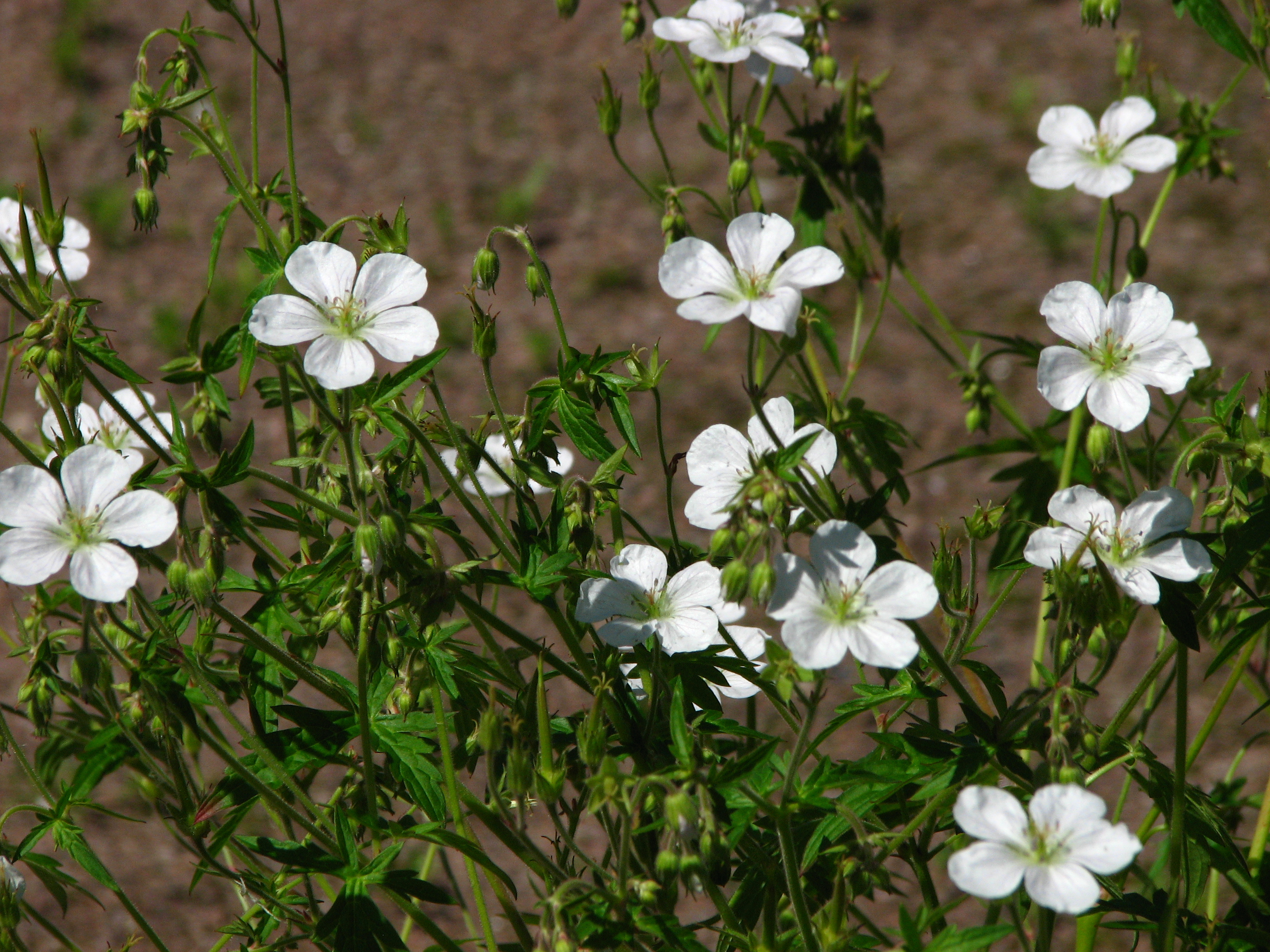
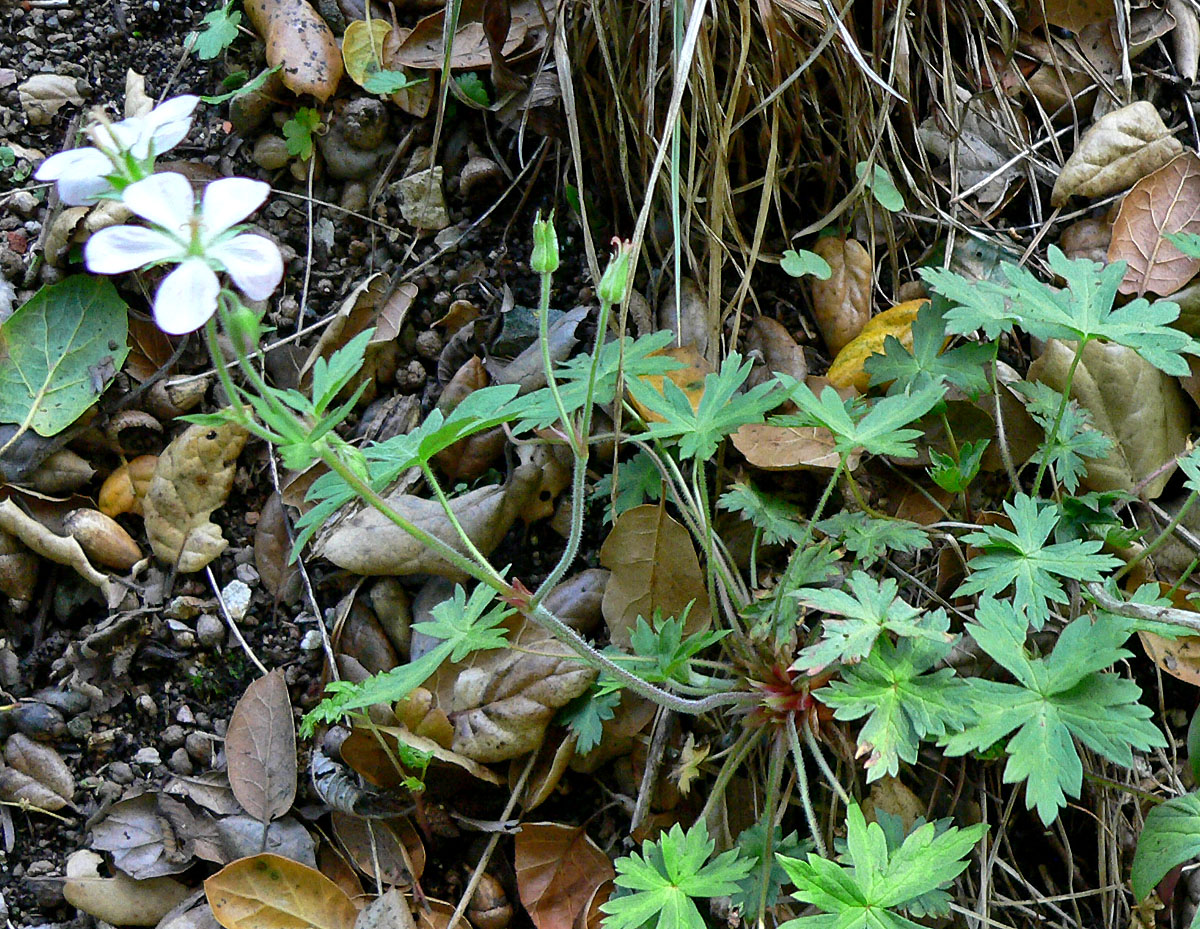
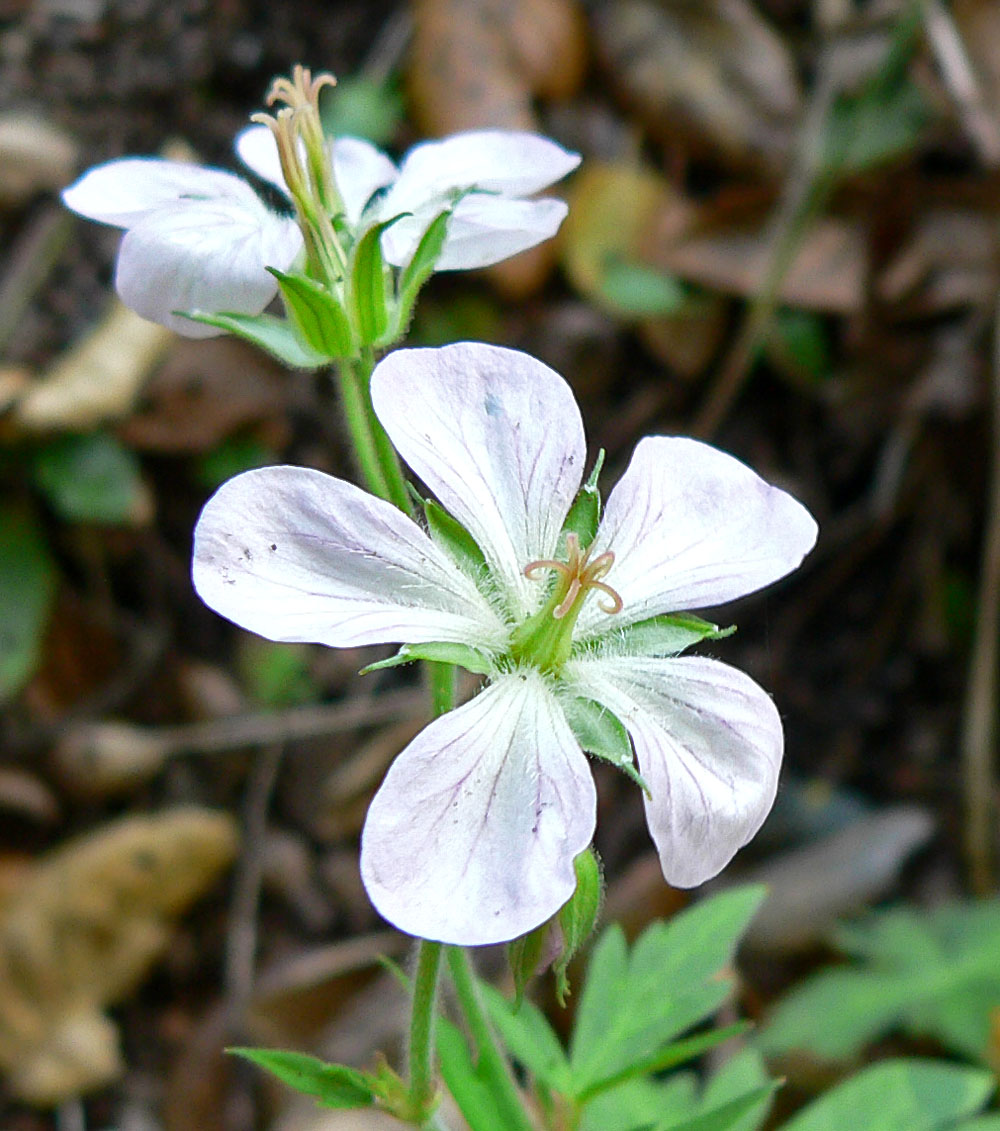
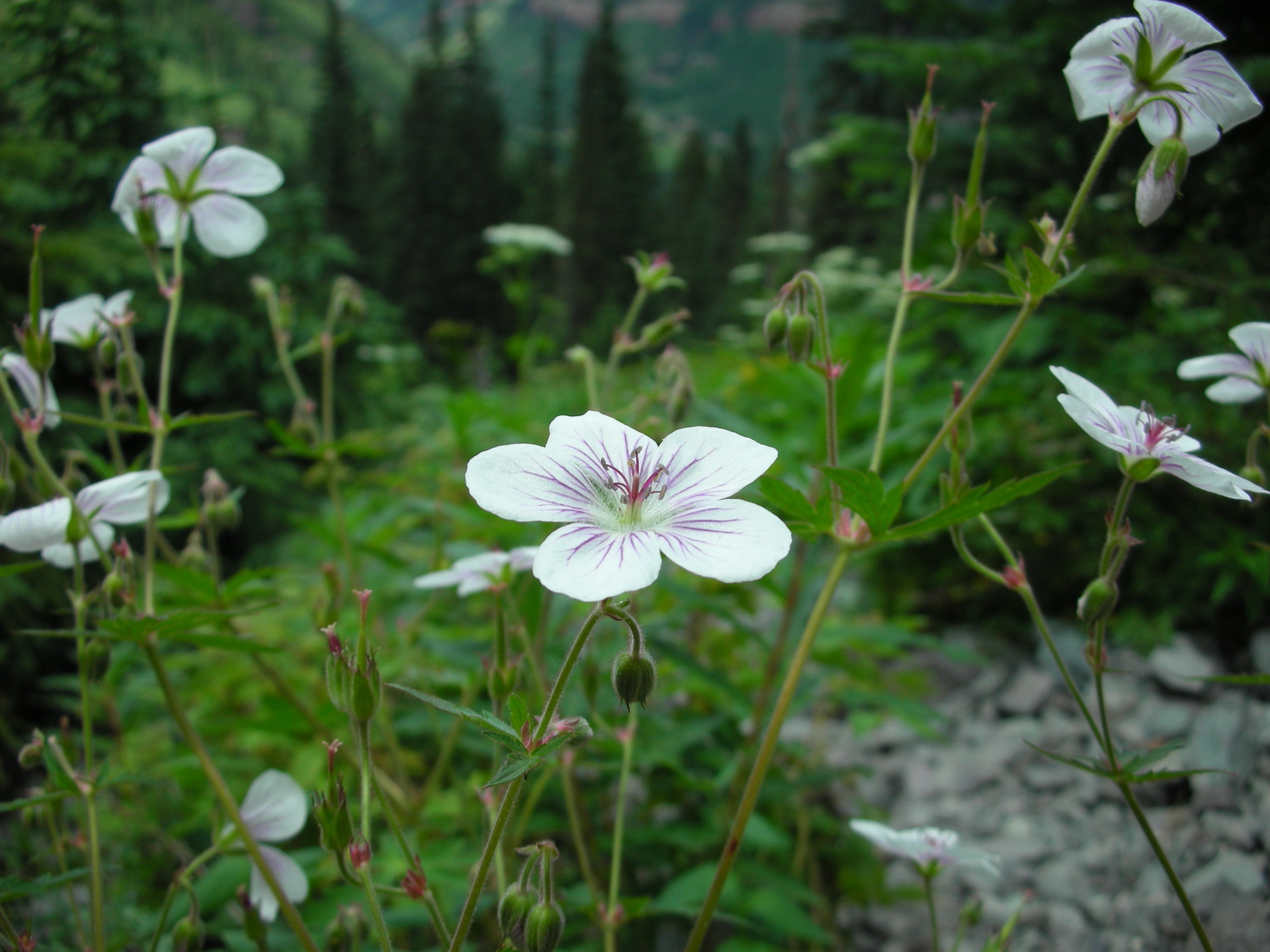